# Tour of Mersin
Die Tour of Mersin war ein türkisches Straßenradrennen. Das Etappenrennen fand in der Region von Mersin statt, das am Mittelmeer liegt.
Erstmals wurde das Radrennen im April 2015, letztmals in der Saison 2019 ausgetragen. Es gehörte zur UCI Europe Tour und war dort in der UCI-Kategorie 2.2 eingestuft.

## Sieger
| Jahr | Sieger             | Zweiter             | Dritter             |
| ---- | ------------------ | ------------------- | ------------------- |
| 2015 | Oleksandr Poliwoda | Witalij Buz         | Mychajlo Kononenko  |
| 2016 | Nazim Bakırcı      | Ike Groen           | Stefan Christow     |
| 2017 | Stanislau Baschkou | Eduard Worganow     | Ghalym Achmetow     |
| 2018 | Eduard Worganow    | Stanimir Tscholakow | Nicolás Tivani      |
| 2019 | Peter Koning       | Branislau Samojlau  | Halil İbrahim Doğan |
| 2024 | Marcin Budziński   | Oliver Mattheis     | Dawit Yemane        |